# Олеша (Ивано-Франковская область)
Оле́ша (укр. Олеша) — село в Ивано-Франковском районе Ивано-Франковской области Украины. Административный центр Олешанской сельской общины.
Население по переписи 2001 года составляло 1925 человек. Занимает площадь 26,551 км². Почтовый индекс — 78040. Телефонный код — 03479.

## История

### Польский период
Основано 1441 года. Есть упоминание О.Чевадским в полку Я.Поповича родом з села Олеша что командовал сотней, брал участие в восстанию Хмельницкого В 1610 году построена первая известная церковь, она была православной. Она была утрачена в последствии татарских набегов. Второй известный храм построен 1680 году принадлежал православной общине он был утрачен приблизительно через двести лет.В период епископа Иосифа Шумлянского вероятно был переведен в унию.

### Под Австрийской оккупацией
По состоянию на 1900 г. в селе проживали 5671 греко-католик, 105 римо-католиков, 5 иудеев
В 1900 году началась постройка нового храма.

### Вторая Польская Республика
Село было центром Олешанской гмины с 1934 по 1939 г.

### Немецко-Нацистская оккупация
В период с 1943 по 1945 года в селе были убиты 10 поляков оуновцами. Среди них учительница Ядвига Павлович и управителя имением Казимира Разтроповича.

### Советский союз
После освобождения села Советскими войсками в селе начала отстройка, Олеша потеряла статус районного центра и вошла в Тлумацкий район. В селе построен колхоз "Лененская правда"В период советской власти в селе действовал приход РПЦ

### Украина
В 1991 году греко-католический приход захватил храм и отобрал его у прихожан РПЦ. В 1993 году построен храм для общины УПЦ КП
10 ноября 2024 года в селе епископ Коломыйский Петр (Голиней) освятил новую статую Богородицы

## Религия
В селе действует приход УГКЦ настоятель Виталий Павлюк, также есть приход ПЦУ настоятель протоиерей Михаил Кирик.

## Памятки
- Церковь Святого Архистратига Михаила (1900 г.) утрачена в пожаре 2002 г. (УГКЦ)
- Церковь Святого Архистратига Михаила (2012 г.) УГКЦ
- Церковь Архистратига Михаила (1993 г.) ПЦУ

## Известные люди
- О.Чевадский — сотник во время восстания Хмельницкого родом или проживал в деревне
- Корнель Сильвестр Стрыйский греко-католический приходской священник
- Николай (Симкайло) епископ Коломыйский УГКЦ, освятил храм в селе 2012 г.
- Петр (Голиней) епископ Коломыйский УГКЦ посетил село с визитацией
- Андрей (Абрамчук) митрополит Ивано-Франковский УАПЦ, УПЦ КП, УАПЦ, ПЦУ освятил храм в 1993 г.
- Луцкий Иван Михайлович ректор Университета Короля Даниила, священник УГКЦ
- Пилипов Дмитрий посол Галицкого сейма